# 第3次アデナウアー内閣
第3次アデナウアー内閣（だいさんじアデナウアーないかく）は1957年ドイツ連邦議会選挙を経てコンラート・アデナウアーが連邦首相に選出され、1957年10月29日から1961年11月14日まで続いたドイツ連邦共和国（西ドイツ）の連邦内閣。